# St. Louis Park
St. Louis Park ist eine Stadt im Hennepin County. Sie ist in der Metropolregion Minneapolis-St. Paul im US-Bundesstaat Minnesota gelegen und hatte bei der Volkszählung 2020 des US Census Bureau 50.010 Einwohner.

## Geografie

### Geografische Lage
St. Louis Park ist im US-Bundesstaat Minnesota im Mittleren Westen der Vereinigten Staaten gelegen. Im Osten grenzt die Stadt an Minneapolis. Weitere Nachbarstädte sind Edina, Golden Valley, Minnetonka, Plymouth und Hopkins. Nach Angaben des United States Census Bureau beträgt die Fläche der Stadt 28,3 Quadratkilometer, davon sind 0,5 Quadratkilometer Wasserflächen.

### Klima
In St. Louis Park herrscht das für Minnesota typische Kontinentalklima. So sind die Sommer heiß und feucht, die Winter dagegen kalt mit wenig Niederschlag. Die Jahresdurchschnittstemperatur beträgt rund sieben Grad Celsius. St. Louis Park selbst verfügt über keine Wetterstation des NCDC.

## Geschichte

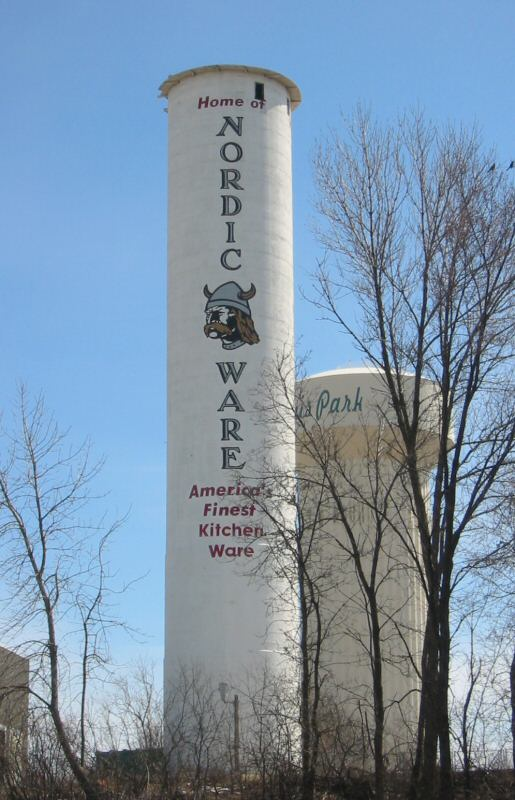
Peavey-Haglin Grain Elevator

St. Louis Park entstand am Ort der in den 1850er Jahren von europäischstämmigen Siedlern gegründeten Siedlung Elmwood, welche noch heute eine Wohngegend im Zentrum der Stadt ist. Im November 1886 unterzeichneten 31 Einwohner die Petition zur Gründung einer Village. Der Name stammt von der durch das Dorf verlaufenden Minneapolis and St. Louis Railroad. In Abgrenzung zu St. Louis in Missouri wurde der Zusatz Park ausgewählt. Mit der Gründung der Village ging der Aufbau einer St. Louis Park Land and Improvement Company einher. Fünf Geschäftsleute aus Minneapolis und zwei Landbesitzer hatten diese gegründet. In den folgenden Jahren erlebte St. Louis Park ein großes Wachstum. Neue Hotels entstanden und verschiedene Agrar- und Industriebetriebe siedelten sich an. Das Wachstum wurde erst durch die Wirtschaftskrise 1893 gebremst.
Der Peavey-Haglin Experimental Concrete Grain Elevator wurde von 1899 bis 1900 in St. Louis Park erbaut und war der erste aus Beton errichtete, runde Weizensilo in den Vereinigten Staaten. 
Zu Beginn des 20. Jahrhunderts entwickelte sich St. Louis Park zu einem der ersten Vororte von Minneapolis. Begünstigt wurde die Entwicklung durch die Anbindung an das Streetcar-Netz, welches der Bevölkerung eine schnelle Anbindung an Minneapolis bot. Von 1920 bis 1930 wuchs die Bevölkerungszahl von 2281 auf 4710 Einwohner. Nach dem Zweiten Weltkrieg beschleunigte sich diese Entwicklung. Von knapp 8000 Einwohnern im Jahre 1940 stieg die Bevölkerungszahl auf über 30.000 Einwohner im Jahr 1955. 1954 erhielt St. Louis Park mit der erfolgreichen Abstimmung einer Home-Rule-Charter die Stadtrechte. Seit den 1970er Jahren hat die Stadt ihre natürliche Wachstumsgrenze erreicht. Seitdem werden vorrangig Projekte zur Verbesserung der Lebensqualität und Verschönerung der Stadt verfolgt.

### Bevölkerungsentwicklung
| 1920  | 1930  | 1940  | 1970   | 1980   | 1990   | 2000   | 2010   | 2020   |
| ----- | ----- | ----- | ------ | ------ | ------ | ------ | ------ | ------ |
| 2.281 | 4.170 | 7.737 | 48.883 | 42.931 | 43.787 | 44.126 | 45.250 | 50.010 |

## Demografische Daten
Nach den Angaben der Volkszählung 2000 leben in St. Louis Park 44.126 Menschen in 20.782 Haushalten und 10.557 Familien. Ethnisch betrachtet setzt sich die Bevölkerung aus 98,9 Prozent weißer Bevölkerung, 4,4 Prozent Afroamerikanern, 3,2 Prozent asiatischen Amerikanern sowie kleineren Minderheiten zusammen. 2,9 Prozent der Einwohner zählen sich zu den Hispanics.
In 22,0 % der 20.782 Haushalte leben Kinder unter 18 Jahren, in 39,3 % leben verheiratete Ehepaare, in 8,6 % leben weibliche Singles und 49,2 % sind keine familiären Haushalte. 37,9 % aller Haushalte bestehen ausschließlich aus einer einzelnen Person und in 10,4 % leben Alleinstehende über 65 Jahre. Die durchschnittliche Haushaltsgröße liegt bei 2,08 Personen, die von Familien bei 2,81.
Auf die gesamte Stadt bezogen setzt sich die Bevölkerung zusammen aus 18,8 % Einwohnern unter 18 Jahren, 8,7 % zwischen 18 und 24 Jahren, 37,7 % zwischen 25 und 44 Jahren, 20,2 % zwischen 45 und 64 Jahren und 14,7 % über 65 Jahren. Der Median beträgt 36 Jahre. Etwa 52,5 % der Bevölkerung ist weiblich.
Der Median des Einkommens eines Haushaltes beträgt 49.260 USD, der einer Familie 63.182 USD. Das Pro-Kopf-Einkommen liegt bei 28.970 USD. Etwa 5,2 % der Bevölkerung und 3,0 % der Familien leben unterhalb der Armutsgrenze.

## Verkehr
Wichtige Straßen durch St. Louis Park sind der U.S. Highway 169, welcher westlich der Stadt verläuft, sowie die Minnesota State Route 100 und Minnesota State Route 7. Der Interstate 394 im Norden der Stadt verbindet St. Louis Park mit Minneapolis und dem Interstate 94. Weiterhin führen zwei Eisenbahnlinien durch die Stadt.
Der nächstgelegene Verkehrsflughafen ist rund 14 Kilometer südöstlich der Minneapolis-Saint Paul International Airport.

## Wirtschaft
Die zehn größten Arbeitgeber in St. Louis Park waren 2017:
| Arbeitgeber                                          | Arbeitnehmer |
| ---------------------------------------------------- | ------------ |
| Park Nicollet Health Services and Methodist Hospital | 6.286        |
| Wells Fargo                                          | 1.450        |
| St. Louis Park Public Schools                        | 950          |
| Japs-Olson Company                                   | 659          |
| MoneyGram                                            | 409          |
| HealthPartners                                       | 400          |
| Center for Diagnostic Imaging                        | 387          |
| Nordic Ware                                          | 350          |
| City of St. Louis Park                               | 277          |
| AAA Minneapolis                                      | 205          |

## Bildung
St. Louis Park verfügt über sieben öffentliche Schulen (drei Primary-Schools, zwei Intermediate-Schools, sowie jeweils eine Junior- und Senior-Highschool) mit rund 4.200 Schülern, sowie neun private Schulen.

## Söhne und Töchter der Stadt
- Thomas L. Friedman (* 1953), Journalist
- Joel David Coen (* 1954), Filmregisseur, -produzent und Drehbuchautor
- Ethan Jesse Coen (* 1957), Filmregisseur, -produzent und Drehbuchautor
- Peggy Flanagan (* 1979), Politikerin
- Grete Eliassen (* 1986), Freestyle-Skierin